# María Félix: La Doña
María Félix: La Doña es una serie de televisión web biografíca mexicana producida por Carmen Armendáriz para TelevisaUnivision, en el 2022. La serie cuenta la historia de la actriz mexicana María Félix, basada en informes y testimonios de las personas más cercanas a ella.
Se lanzó a través de Vix entre el 21 de julio de 2022 con los primeros dos episodios y los siguientes de forma semanal, siendo uno de los primeros títulos originales de la plataforma para su plan prémium tras su lanzamiento, hasta el 1 de septiembre del mismo año.
Está protagonizada por Sandra Echeverría, Ximena Romo y Abril Vergara, quienes interpretan a María Félix en diferentes etapas de su vida.

## Reparto
Se publicó una lista del reparto confirmado el 16 de marzo de 2022, a través de la página web oficial de la sala de prensa de TelevisaUnivision.

### Principales
- Sandra Echeverría como María Félix[7]
  - Ximena Romo interpreta a María de joven
  - Abril Vergara interpreta a María de niña[8]
- Guillermo García Cantú como Bernardo Félix Flores
- Úrsula Pruneda como Josefina Güereña Rosas
- Emiliano González como Pablo «El Gato» Félix
- Aída López como Jana
- Iker Madrid como Ernesto Alonso
- Markin López como Francisco Vázquez Cuellar
- Claudio Lafarga como Enrique Álvarez
- Epy Vélez como Bibi
- Ana Bertha Espín como la Sra. Paz
- Helena Rojo como la Sra. Russek
- Axel Ricco como Gabriel Figueroa
- Joshua Gutiérrez como Pedro Armendáriz
- Juan Martín Jáuregui
- Eduardo Manzano como Rómulo Gallegos
- Ramón Medina como Emilio «El Indio» Fernández
- Enoc Leaño como Diego Rivera
- Ximena Ayala como Frida Kahlo

### Recurrentes
- Ximena Tello de Meneses como Chepa Félix de adolescente
- Tamara Yazbek como Carlota
- María Andrea Araujo como Chepa Félix de joven
- Gerardo Murguía como el Dr. Mario del Río
- Mariel Ocampo como Magnolia Rivas Negrete
- Alberto Casanova como Palacios
- Gastón Calvario como Francisco Vásquez Cuellar
- Mauricio Salas como Jorge Negrete
- Raúl Adalid como Miguel Zacarías
- Rodrigo Magaña como Agustín Lara
- Ana Sofía Sánchez como Gloria Marín
- Víctor Báez como Licenciado
- Edgar Wuotto como Roberto
- Elsa Ortiz como Dolores del Río
- Eduardo Victoria
- Raquel Robles como Rebeca Uribe
- Magali Boysselle como Raquel
- Rubén Herrera como Fernando de Fuentes
- David Caro Levy como Enrique Álvarez Félix
  - Jerónimo Guerra como Enrique de niño (10 años)
  - Mateo Figueroa como Enrique de niño (5 años)
- Juan Alejandro Ávila
- Christopher Fragoso como Maximino Ávila Camacho
- Mikael Lacko
- Luis José Sevilla
- Violeta Santiago
- Nicolás Krinis
- José Jaime Orozco
- Francisco Javier Chapa

## Episodios
| N.º | Título                            | Escrito por                    | Fecha de lanzamiento original |
| --- | --------------------------------- | ------------------------------ | ----------------------------- |
| 1   | «Una mujer con corazón de hombre» | Larissa Andrade                | 21 de julio de 2022           |
| 2   | «Las dos caras de la belleza»     | Alejandro Gerber               | 21 de julio de 2022           |
| 3   | «La diosa que no se arrodilló»    | Tania Tinajero                 | 28 de julio de 2022           |
| 4   | «La Doña»                         | Gabriela Rodríguez             | 4 de agosto de 2022           |
| 5   | «María bonita»                    | Larissa Andrade                | 11 de agosto de 2022          |
| 6   | «El collar de esmeraldas»         | Tania Tinajero                 | 18 de agosto de 2022          |
| 7   | «Amor y muerte»                   | Zaría Abreu                    | 25 de agosto de 2022          |
| 8   | «La vida es corta»                | Larissa Andrade Tania Tinajero | 1 de septiembre de 2022       |

## Producción
La serie fue anunciada el 16 de febrero de 2022, durante la presentación de la plataforma Vix+ y siendo confirmada como una de las primeras producciones originales para dicha plataforma. La producción y el rodaje de la bioserie inició el 14 de marzo de 2022. La serie tiene confirmado 8 episodios para su lanzamiento.

## Premios y nominaciones

### Premios PRODU 2023
| Categoría                          | Nominados         | Resultados |
| ---------------------------------- | ----------------- | ---------- |
| Mejor serie biografíca             | Carmen Armendáriz | Pendiente  |
| Mejor dirección - Serie biografíca | Mafer Suárez      | Pendiente  |